# Nielsen-Thurston-Klassifikation
In der Mathematik beschreibt die Nielsen-Thurston-Klassifikation die möglichen Typen der Selbstabbildungen von Flächen.
Aufbauend auf Arbeiten von Jakob Nielsen wurde sie 1976 von William Thurston mittels der von ihm konstruierten Kompaktifizierung des Teichmüller-Raums bewiesen. Einen direkten Beweis mittels Teichmüller-Theorie gab Lipman Bers.

## Klassifikation
Sei {\displaystyle S} eine geschlossene orientierbare Fläche vom Geschlecht {\displaystyle g\geq 2} und sei 
{\displaystyle f\colon S\to S}
ein orientierungserhaltender Homöomorphismus. Dann gilt für {\displaystyle f} mindestens eine der folgenden drei Alternativen.
1. {\displaystyle f} ist periodisch: es gibt ein {\displaystyle n\in \mathbb {N} }, so dass {\displaystyle f^{n}} isotop zur Identitätsabbildung ist
2. {\displaystyle f} ist reduzibel: es gibt eine endliche Familie disjunkter einfacher geschlossener Kurven, die bis auf Isotopie von {\displaystyle f} permutiert werden
3. {\displaystyle f} ist pseudo-Anosovsch, d. h. Isotop zu einem Pseudo-Anosov-Diffeomorphismus

## Beweisidee
Thurston konstruierte eine Kompaktifizierung des Teichmüllerraums der Fläche {\displaystyle S} durch den produktiven Raum der gemessenen Laminierungen auf {\displaystyle S}, so dass die Wirkung eines Homöomorphismus auf dieser Kompaktifizierung stetig ist. Thurstons Kompaktifizierung ist homöomorph zur abgeschlossenen (6g-6)-dimensionalen Vollkugel. Nach dem Fixpunktsatz von Brouwer muss die Wirkung von {\displaystyle f} also einen Fixpunkt haben. Es gibt dann folgende Möglichkeiten:
1. wenn die Wirkung von {\displaystyle f} einen Fixpunkt im Inneren, also im Teichmüllerraum hat, dann ist {\displaystyle f} periodisch und der Fixpunkt entspricht einer hyperbolischen Metrik, bzgl. der {\displaystyle f} isotop zu einer Isometrie ist
2. wenn {\displaystyle f} reduzibel ist, also bis auf Isotopie eine Multikurve festlast, dann hat die Wirkung von {\displaystyle f} einen Fixpunkt im Rand der Kompaktifizierung des Teichmüllerraums
3. wenn die Wirkung von {\displaystyle f} zwei Fixpunkte im Rand der Kompaktifizierung des Teichmüllerraums hat, dann ist {\displaystyle f} pseudo-Anosovsch und die beiden Fixpunkte entsprechen der stabilen und instabilen Laminierung des zu {\displaystyle f} isotopen Pseudo-Anosov-Diffeomorphismus

## Geometrisierung von Abbildungstori
Thurston benutzte die Klassifikation der Homöomorphismen von Flächen, um die Geometrisierung 3-dimensionaler Abbildungstori zu beweisen. Diese ist wie folgt:
1. wenn {\displaystyle f} periodisch ist, dann hat der Abbildungstorus {\displaystyle \mathbb {H} ^{2}\times \mathbb {R} }-Geometrie
2. wenn {\displaystyle f} reduzibel ist, dann hat der Abbildungstorus eine nichttriviale JSJ-Zerlegung
3. wenn {\displaystyle f} pseudo-Anosovsch ist, dann hat der Abbildungstorus eine hyperbolische Struktur

## Algorithmus
Es gibt zahlreiche Algorithmen, die die Bestimmung des Nielsen-Thurston-Typs einer Abbildungsklasse in polynomieller Zeit (bzgl. der Wortlänge in der Abbildungsklassengruppe) ermöglichen.